# Projet Comportement des chaussées à long terme

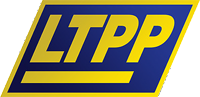
Le logo

Comportement des chaussées à long terme (anglais : Long-Term Pavement Performance) est un projet de recherche soutenu par le Federal Highway Administration,. 
Il comprend des données routières provenant des États-Unis et du Canada. Il a également une section consacrée au Canada nommé CLTPP. La base de données LTPP a été utilisée dans de nombreuses études sur la performance des chaussées. LTPP organise un concours annuel d'analyse de données.